# 願〜negai〜
「願〜negai〜」（ねがい）は、日本の音楽ユニット・mihimaru GTの3作目のシングル。

## 概要
- 前作「帰ろう歌」から約3ヶ月ぶり、アルバム『mihimarhythm』からの先行シングル。
- 表題曲はTBS系列『Pooh!』のエンディングテーマに使用された。タイアップが付くのは1stシングル「約束」以来2作ぶりとなった。

## 収録曲
1. 願〜negai〜 [4:27]
作詞：hiroko & mitsuyuki miyake
作曲：mitsuyuki miyake & Mari Ohta
編曲：mitsuyuki miyake & 守尾崇
結成当初から温めていた楽曲[1]。作曲にmiyake以外の共作者がクレジットされたのは今回が初となる。
2. travel [3:36]
作詞：hiroko & mitsuyuki miyake
作曲：mitsuyuki miyake
編曲：Keith R Haines
3. 願〜negai〜 (Instrumental) [4:26]
作曲：mitsuyuki miyake & Mari Ohta
編曲：mitsuyuki miyake & 守尾崇
表題曲のインストゥルメンタル。
4. travel (Instrumental) [3:30]
作曲：mitsuyuki miyake
編曲：Keith R Haines
カップリング曲のインストゥルメンタル。

## 参加ミュージシャン
mihimaru GT
- hiroko：Vocals & Rap
- mitsuyuki miyake：Vocals & Rap & Programming

Additional Musician
- tasuku：Guitar (#1,3)
- キース・ヘインズ：Keyboards & Programming (#2,4)
- 山崎淳：Guitars (#2,4)
- グリニス・マーティン：Bass (#2,4)
- DJ NON：Turntable (#2,4)

## タイアップ
- TBS系列情報バラエティ番組『Pooh!』2004年7月度エンディングテーマ (#1)

## 収録アルバム
- mihimarhythm (#1)
- THE BEST of mihimaru GT (#1)
- 10th Anniversary BEST 2003-2013 (#1)
- THE SINGLE of mihimaru GT (#1)
- mihimania〜コレクション アルバム〜 (#2 -TAKE 06-)
- mihimania collection (#2 -TAKE 06-)